# Aleix de Nicea
Aleix (grec: Ἀλέξιος) fou arquebisbe metropolità de Nicea. Va compondre un cànon o himne a Sant Demetri el màrtir. No se sap segur l'època en què viure.